# Adjungovaná matice
V lineární algebře se adjungovanou maticí k čtvercové matici nazývá matice, která vznikne transpozicí matice jejích algebraických doplňků.  Někdy se také užívá název  reciproká matice.
Součin matice se svou adjungovanou maticí dává diagonální matici, jejíž prvky na diagonále jsou rovny determinantu původní matice. V důsledku je inverzní matice k regulární matici rovna adjungované matici vydělené determinantem dané matice.

## Definice
Mějme čtvercovou matici {\displaystyle {\boldsymbol {A}}} s prvky {\displaystyle a_{ij}} z tělesa {\displaystyle T} (např. z tělesa reálných čísel) nebo i obecněji z komutativního kruhu. Označíme-li {\displaystyle {\tilde {a}}_{ij}} algebraický doplněk příslušný k prvku {\displaystyle a_{ij}}, pak adjungovaná matice
{\displaystyle \operatorname {adj} {\boldsymbol {A}}} je tvořena prvky:
{\displaystyle (\operatorname {adj} {\boldsymbol {A}})_{ij}={\tilde {a}}_{ji}=(-1)^{j+i}\det {\boldsymbol {A}}_{ji}=(-1)^{i+j}\cdot {\begin{vmatrix}a_{1,1}&\cdots &a_{1,j-1}&a_{1,j+1}&\cdots &a_{1,n}\\\vdots &\ddots &\vdots &\vdots &\ddots &\vdots \\a_{i-1,1}&\cdots &a_{i-1,j-1}&a_{i-1,j+1}&\cdots &a_{i-1,n}\\a_{i+1,1}&\cdots &a_{i+1,j-1}&a_{i+1,j+1}&\cdots &a_{i+1,n}\\\vdots &\ddots &\vdots &\vdots &\ddots &\vdots \\a_{n,1}&\cdots &a_{n,j-1}&a_{n,j+1}&\cdots &a_{n,n}\end{vmatrix}},}
neboli
{\displaystyle \mathrm {adj} \;{\boldsymbol {A}}={\begin{pmatrix}{\tilde {a}}_{11}&{\tilde {a}}_{21}&\cdots &{\tilde {a}}_{n1}\\{\tilde {a}}_{12}&{\tilde {a}}_{22}&\cdots &{\tilde {a}}_{n2}\\\vdots &\vdots &\ddots &\vdots \\{\tilde {a}}_{1n}&{\tilde {a}}_{2n}&\cdots &{\tilde {a}}_{nn}\end{pmatrix}}={\begin{pmatrix}+\det {\boldsymbol {\boldsymbol {A}}}_{11}&-\det {\boldsymbol {A}}_{21}&\cdots &(-1)^{n+1}\det {\boldsymbol {A}}_{n1}\\-\det {\boldsymbol {A}}_{12}&+\det {\boldsymbol {A}}_{22}&\cdots &(-1)^{n+2}\det {\boldsymbol {A}}_{n2}\\\vdots &\vdots &\ddots &\vdots \\(-1)^{1+n}\det {\boldsymbol {A}}_{1n}&(-1)^{2+n}\det {\boldsymbol {A}}_{2n}&\cdots &(-1)^{n+n}\det {\boldsymbol {A}}_{nn}\end{pmatrix}},}
kde {\displaystyle {\boldsymbol {A}}_{ji}} je matice, která vznikne z matice {\displaystyle {\boldsymbol {A}}} vynecháním {\displaystyle j}-tého řádku a {\displaystyle i}-tého sloupce.

## Ukázky

### Matice řádu 1
Vzhledem k tomu, že determinant matice řádu 0 je 1, je adjungovaná matice libovolné matice {\displaystyle {\boldsymbol {A}}} řádu 1 rovna jednotkové matici řádu 1, neboli {\displaystyle \operatorname {adj} {\boldsymbol {A}}=\mathbf {I} _{1}={\begin{pmatrix}1\end{pmatrix}}}. I v tomto případě platí: {\displaystyle {\boldsymbol {A}}\cdot \operatorname {adj} {\boldsymbol {A}}={\boldsymbol {A}}\mathbf {I} _{1}={\boldsymbol {A}}=(a_{11})=\det {\boldsymbol {A}}\cdot \mathbf {I} _{1}}

### Matice řádu 2
Obecná matice řádu 2 ve tvaru
{\displaystyle {\boldsymbol {A}}={\begin{pmatrix}a&b\\c&d\end{pmatrix}}}
má adjungovanou matici:
{\displaystyle \operatorname {adj} {\boldsymbol {A}}={\begin{pmatrix}d&-c\\-b&a\end{pmatrix}}^{\mathrm {T} }={\begin{pmatrix}d&-b\\-c&a\end{pmatrix}}}

### Matice řádu 3
Obecná matice řádu 3 ve tvaru
{\displaystyle {\boldsymbol {A}}={\begin{pmatrix}a&b&c\\d&e&f\\g&h&i\end{pmatrix}}}
má adjungovanou matici:
{\displaystyle {\begin{aligned}\operatorname {adj} {\boldsymbol {A}}&={\begin{pmatrix}\quad \det {\begin{pmatrix}e&f\\h&i\end{pmatrix}}&-\det {\begin{pmatrix}d&f\\g&i\end{pmatrix}}&\quad \det {\begin{pmatrix}d&e\\g&h\end{pmatrix}}\\-\det {\begin{pmatrix}b&c\\h&i\end{pmatrix}}&\quad \det {\begin{pmatrix}a&c\\g&i\end{pmatrix}}&-\det {\begin{pmatrix}a&b\\g&h\end{pmatrix}}\\\quad \det {\begin{pmatrix}b&c\\e&f\end{pmatrix}}&-\det {\begin{pmatrix}a&c\\d&f\end{pmatrix}}&\quad \det {\begin{pmatrix}a&b\\d&e\end{pmatrix}}\end{pmatrix}}^{\mathrm {T} }\\[.7em]&={\begin{pmatrix}ei-fh&fg-di&dh-eg\\ch-bi&ai-cg&bg-ah\\bf-ce&cd-af&ae-bd\end{pmatrix}}^{\mathrm {T} }\\[.7em]&={\begin{pmatrix}ei-fh&ch-bi&bf-ce\\fg-di&ai-cg&cd-af\\dh-eg&bg-ah&ae-bd\end{pmatrix}}\end{aligned}}}
Například adjungovaná matice k matici
{\displaystyle {\boldsymbol {A}}={\begin{pmatrix}-3&2&-5\\-1&0&-2\\3&-4&1\end{pmatrix}}}
je:
{\displaystyle \operatorname {adj} {\boldsymbol {A}}={\begin{pmatrix}-8&18&-4\\-5&12&-1\\4&-6&2\end{pmatrix}}}
Protože {\displaystyle \det {\boldsymbol {A}}=-6}, je výsledná adjungovaná matice zároveň {\displaystyle (-6)}-násobkem inverzní matice k původní matici {\displaystyle {\boldsymbol {A}}}.
Hodnota {\displaystyle -1} ve druhém řádku a třetím sloupci adjungované matice je algebraickým doplňkem {\displaystyle {\tilde {a}}_{32}} prvku {\displaystyle a_{23}} a byla vypočítána jako součin příslušného znaménka s determinantem podmatice {\displaystyle {\boldsymbol {A}}_{23}} získané z původní matice {\displaystyle {\boldsymbol {A}}} odebráním třetího řádku a druhého sloupce:
{\displaystyle (\operatorname {adj} {\boldsymbol {A}})_{23}={\tilde {a}}_{32}=(-1)^{3+2}\cdot {\begin{vmatrix}-3&-5\\-1&-2\end{vmatrix}}=-((-3)\cdot (-2)-(-5)\cdot (-1))=-1}

## Vlastnosti

### Inverzní matice
Je-li matice {\displaystyle {\boldsymbol {A}}} regulární, potom sloupce inverzní matice {\displaystyle {\boldsymbol {A}}^{-1}} jsou  řešením soustav rovnic {\displaystyle {\boldsymbol {Ax}}=\mathbf {e} _{j}}, kde na pravé straně je {\displaystyle j}-tý vektor přirozené báze. Z Cramerova pravidla pak vyplývá vztah:
{\displaystyle {\boldsymbol {A}}^{-1}={\frac {1}{\det {\boldsymbol {A}}}}\cdot \operatorname {adj} {\boldsymbol {A}}}
Ekvivalentní vztah:
{\displaystyle {\boldsymbol {A}}\cdot \operatorname {adj} {\boldsymbol {A}}=\det {\boldsymbol {A}}\cdot \mathbf {I} }
lze odvodit i z Laplaceova rozvoje determinantu.
Regulární matici řádu 2 lze pak invertovat podle vzorce:
{\displaystyle {\boldsymbol {A}}^{-1}={\frac {1}{\det {\boldsymbol {A}}}}\cdot \operatorname {adj} {\boldsymbol {A}}={\frac {1}{ad-bc}}{\begin{pmatrix}d&-b\\-c&a\end{pmatrix}}}

### Další vlastnosti
Následující vztahy platí pro všechny čtvercové matice řádu {\displaystyle n} nad tělesem {\displaystyle T}:
- {\displaystyle \operatorname {adj} \mathbf {I} =\mathbf {I} }, kde {\displaystyle \mathbf {I} } je jednotková matice.

- {\displaystyle \operatorname {adj} \mathbf {0} =\mathbf {0} }, kde {\displaystyle \mathbf {0} } je nulová matice řádu {\displaystyle n>1}. Pro nulovou matici řádu 1 však platí: {\displaystyle \operatorname {adj} \mathbf {0} =\mathbf {I} _{1}=(1)}.

- {\displaystyle \operatorname {adj} ({\boldsymbol {AB}})=\operatorname {adj} {\boldsymbol {B}}\cdot \operatorname {adj} {\boldsymbol {A}}}

- {\displaystyle \operatorname {adj} ({\boldsymbol {A^{k}}})=(\operatorname {adj} {\boldsymbol {A}})^{k}} pro libovolné {\displaystyle k\in \mathbb {N} }.

- {\displaystyle \operatorname {adj} ({\boldsymbol {A}}^{\mathrm {T} })=(\operatorname {adj} {\boldsymbol {A}})^{\mathrm {T} }}

- {\displaystyle {\boldsymbol {A}}\cdot \operatorname {adj} {\boldsymbol {A}}=\operatorname {adj} {\boldsymbol {A}}\cdot {\boldsymbol {A}}=\det {\boldsymbol {A}}\cdot \mathbf {I} }

- {\displaystyle \operatorname {adj} (t{\boldsymbol {A}})=t^{n-1}\operatorname {adj} {\boldsymbol {A}}} pro libovolné {\displaystyle t\in T}.

- {\displaystyle \det(\operatorname {adj} {\boldsymbol {A}})=(\det {\boldsymbol {A}})^{n-1}}

- {\displaystyle \operatorname {adj} (\operatorname {adj} {\boldsymbol {A}})=(\det {\boldsymbol {A}})^{n-2}{\boldsymbol {A}}} pro {\displaystyle n\geq 2}, přičemž pro matice řádu 2 jmenovitě platí: {\displaystyle \operatorname {adj} (\operatorname {adj} {\boldsymbol {A}})={\boldsymbol {A}}}.

Pokud matice {\displaystyle {\boldsymbol {A}}} náleží některé z následujících tříd matic, pak matice k ní adjungovaná {\displaystyle \operatorname {adj} {\boldsymbol {A}}} patří do téže třídy:
- horní či dolní trojúhelníkové matice,
- diagonální matice,
- ortogonální matice,
- unitární matice,
- symetrické matice,
- hermitovské matice,
- normální matice.

Pokud je {\displaystyle {\boldsymbol {A}}} antisymetrická matice, pak {\displaystyle \operatorname {adj} {\boldsymbol {A}}} je antisymetrická pro sudá {\displaystyle n} a symetrická pro lichá {\displaystyle n}. 
Je-li {\displaystyle {\boldsymbol {A}}} regulární, pak {\displaystyle \operatorname {adj} {\boldsymbol {A}}} lze vyjádřit pomocí determinantu a inverzní matice, jak bylo zmíněno výše. 
Pro adjungované matice k singulárním čtvercovým maticím řádu alespoň 2 platí následující vztahy:
- Je-li {\displaystyle \operatorname {rank} ({\boldsymbol {A}})\leq n-2}, pak {\displaystyle \operatorname {adj} {\boldsymbol {A}}=\mathbf {0} }, kde {\displaystyle \mathbf {0} } je nulová matice řádu {\displaystyle n}.

- Je-li {\displaystyle \operatorname {rank} ({\boldsymbol {A}})=n-1}, pak {\displaystyle \operatorname {rank} (\operatorname {adj} {\boldsymbol {A}})=1}. V tomto případě je některý ze subdeterminantů nenulový, takže {\displaystyle \operatorname {adj} {\boldsymbol {A}}} je nenulová, a proto má hodnost alespoň jedna. Rovnost {\displaystyle \operatorname {adj} {\boldsymbol {A}}\cdot {\boldsymbol {A}}=\mathbf {0} } znamená, že dimenze nulového prostoru adjungované matice {\displaystyle \operatorname {adj} {\boldsymbol {A}}} je alespoň {\displaystyle n-1}, takže její hodnost je nejvýše jedna. Adjungovanou matici lze v tomto případě vyjádřit také jako {\displaystyle \operatorname {adj} {\boldsymbol {A}}=t{\boldsymbol {xy}}^{\mathrm {T} }}, kde {\displaystyle {\boldsymbol {x}}} a {\displaystyle {\boldsymbol {y}}} jsou libovolná nenulová řešení homogenních soustav {\displaystyle {\boldsymbol {Ax}}=\mathbf {0} } a {\displaystyle {\boldsymbol {A}}^{\mathrm {T} }{\boldsymbol {y}}=\mathbf {0} }, a {\displaystyle t} je následně dopočítaný skalár.